# 기도 폐쇄
이물질 기도 폐쇄(choking, foreign body airway obstruction, FBAO)라고도 하는 질식은 목구멍이나 기관 내부의 막힘으로 인해 호흡이 방해를 받아 산소 결핍 이 발생할 때 발생하는 현상이다. 혈액과 폐에 저장된 산소는 호흡이 멈춘 후 몇 분 동안 사람을 살릴 수 있지만 질식하면 종종 사망에 이를 수 있다.
질식은 2011년 미국에서 의도하지 않은 부상 관련 사망의 네 번째로 흔한 원인이었다. 미국에서 매년 4,000명 이상의 질식 관련 사망이 발생한다. 질식으로 인한 사망은 아주 어린아이(2세 미만의 어린이)와 노인(75세 이상의 성인)에서 가장 자주 발생한다. 인두의 모양에 맞게 모양을 조정할 수 있는 음식(예: 바나나, 마시멜로 또는 젤라틴 사탕)은 더 위험하다.

## 원인

호흡기

질식은 이물질이 기도를 막을 때 발생한다. 이 폐색은 인두, 후두 또는 기관에 위치할 수 있다. 폐색은 종종 부분적이지만(충분하지 않은 공기가 폐를 통과함) 완전할 수도 있다(공기 흐름이 완전히 차단된 경우).
질식의 위험이 높은 식품에는 핫도그, 하드 캔디, 견과류, 씨앗, 전체 포도, 생당근, 사과, 팝콘, 땅콩 버터, 마시멜로, 껌, 소시지 등이 있다.
어린이들 사이에서 질식의 가장 흔한 원인은 음식, 동전, 장난감, 풍선이다. 한 연구에서 땅콩은 의심되는 이물질 흡인에 대해 평가된 어린이의 기도에서 발견되는 가장 흔한 물체였다. 1984년 미국 연구에서 어린이 질식 사망의 29%가 라텍스 풍선과 관련되어 아동용 제품 중 질식 사망의 주요 원인이 되었다. 공, 구슬, 장난감 및 장난감 부품과 같은 작고 둥근 음식이 아닌 물체도 어린이의 기도를 완전히 막을 가능성이 있기 때문에 질식 사망의 위험이 높다. 3세 미만의 어린이는 입에 물건을 넣어 주변 환경을 탐색하고 음식을 완전히 씹는 능력이 아직 발달 중이기 때문에 특히 질식할 위험이 있다. 약 1.5세에 나오는 어금니는 음식을 갈기 위해 필요하다. 어금니가 있는 후에도 소아는 유아기 내내 음식을 완전히 씹고 삼키는 능력이 계속 발달한다. 어린이의 기도는 성인의 기도보다 직경이 더 작기 때문에 더 작은 물체가 어린이의 기도 폐쇄를 유발할 수 있다. 영유아는 성인보다 기침이 덜 강하므로 기침이 기도 폐쇄를 완화하는 데 효과적이지 않을 수 있다.
모든 연령의 사람들에게 이물질 기도 폐쇄의 위험 요소에는 알코올이나 진정제의 사용, 구강이나 인두와 관련된 절차, 구강 기구 또는 삼키기 어렵거나 기침 반사 를 손상시키는 의학적 상태가 포함된다. 삼킴 곤란 및 기침 장애를 유발할 수 있는 상태에는 뇌졸중, 알츠하이머병 또는 파킨슨병과 같은 신경학적 상태가 포함된다. 노인의 경우 위험 요인에는 독거 생활, 의치 착용, 삼키기 어려움 등이 있다. 신경근 장애, 발달 지연, 외상성 뇌 손상 및 삼킴에 영향을 미치는 기타 상태가 있는 어린이는 질식 위험이 증가한다. 신경학적, 인지적 또는 정신과적 장애가 있는 어린이와 성인은 기도로 들어가는 이물질의 알려진 이력이 없을 수 있기 때문에 진단이 지연될 수 있다.
음식에 질식하는 것은 기도 폐쇄 의 한 유형일 뿐이다. 다른 예로는 종양으로 인한 폐색, 기도 조직의 부종, 교살 시 후두 인두, 후두 또는 척추동물 기관의 압박이 있다.

## 방지

### 경고 라벨
1991년 연구에 따르면 경고 라벨은 질식 사고에 대한 효과적인 예방 조치이다. 많은 부품이 포함된 품목에는 질식 위험이 있는 것으로 간주되는 부품이 포함될 수 있다. 어린이 장난감의 라벨에는 권장 연령 범위가 명시되어 있을 수 있으며 다른 품목에는 어린이의 손이 닿지 않는 곳에 보관하라는 경고가 부모에게 표시될 수 있다. 경고 라벨은 일반적으로 명확한 이미지를 포함하여 명확하게 배치되고 작성된다.

### 1차 예방
질식 현상은 크거나 많은 양의 음식을 제대로 씹지 않고 삼킬 때 자주 발생한다. 이러한 위험은 음식을 적당한 크기로 자르고 삼키기 전에 완전히 씹으면 최소화된다.
삼키는 것을 더 쉽게 하기 위해 마실 수 있는 약간의 액체를 갖는 것이 도움이 된다. 음식을 잘 삼키기 위해서는 목이 정상 위치에 있고 머리는 앞을 보고 먹는 사람의 몸과 일직선이 되도록 하고, 먹는 사람은 기대지 말고 앉거나 서 있는 것이 좋다. 일부 활동(예: 웃음)은 식사와 양립할 수 없으므로 동시에 식사를 하면 질식 위험이 높아진다. 소수가 먹는 음식(예: 팝콘 또는 견과류)은 평소보다 더 잘 씹어야 한다. 음식을 씹을 수 있으면 씹는 것이 좋다(젤라틴 음식도 포함).

### 위험한 음식
질식의 최악의 경우를 일으키는 식품은 인두나 기관의 모양에 맞게 모양이 변형된 식품이다(예: 핫도그, 소시지, 바나나 및 블록 형태의 식품).
2002년에 곤약 젤이 함유된 사탕은 몇 가지 세간의 이목을 끄는 질식 사례로 인해 식품의약국(FDA )에 의해 금지되었다.
입안에서 건조한 음식은 위험할 수 있으며 음료와 함께 제공하거나 퓌레 또는 소스와 함께 제공해야 한다. 질긴 음식(문어, 오징어, 일부 고기 등)도 위험하므로 더 작은 조각으로 자르거나 더 얇게 썰거나 부드러워지도록 요리하거나 치아에 도움이 되는 음식과 함께 먹는 것이 좋다. 딱딱한 빵과 같이 갈아서 사용하십시오. 또한 너무 빨리 먹을 때 질식하기 쉽다(예: 대회, 게임 및 축하 행사에서).

### 위험에 처한 그룹
노인, 어린이, 장애인(신체적 또는 정신적)이 있는 사람, 알코올 또는 약물의 영향을 받는 사람, 침을 흘리거나 반응하는 능력을 감소시키는 약물을 복용한 사람, 다음과 같은 일부 인구 그룹은 질식 위험이 더 높다. 삼키기 어려움( 연하곤란 ), 자살하려는 개인, 간질 환자 및 자폐 스펙트럼에 있는 사람들. 그들은 스스로 음식을 섭취하는 데 더 많은 도움이 필요할 수 있으며 먹는 동안 그들을 감독해야 할 수도 있다. 제대로 씹지 못하는 사람에게는 딱딱한 음식을 주어서는 안 된다. 사람이 안전하게 식사를 할 수 없는 경우 주사기로 음식을 줄 수 있다. 타액을 줄이는 약을 복용한 사람은 타액 분비가 회복될 때까지 단단한 음식을 먹어서는 안 된다.

### 영유아 예방
모든 어린 아이들은 식사에 주의가 필요하며 질식을 피하기 위해 음식을 완전히 씹는 법을 배워야 한다. 뛰거나 놀거나 웃을 때 먹이를 주면 질식할 위험이 높아진다. 돌보는 사람은 먹거나 노는 동안 아이들을 감독해야 한다. 소아과 의사와 치과 의사는 질식을 예방하기 위해 어떤 음식과 장난감이 적절한지 부모와 간병인에게 다양한 연령대에 대한 정보를 제공할 수 있다. 미국소아과학회(American Academy of Pediatricians)는 유아에게 고형식을 제공하기 전에 생후 6개월까지 기다릴 것을 권장한다. 보호자는 5세 미만 어린이에게 핫도그 조각, 바나나, 치즈 스틱, 치즈 덩어리, 딱딱한 사탕, 견과류, 포도, 마시멜로 또는 팝콘과 같이 질식 위험이 높은 음식을 주지 않아야 한다. 나중에 이러한 음식에 익숙해지면 작은 조각으로 나누어 제공하는 것이 좋다. 핫도그, 바나나 또는 포도와 같은 일부 식품은 일반적으로 세로로 쪼개거나 얇게 썰거나 둘 다이다. 어린이를 돌보는 부모, 교사 및 기타 보호자는 질식 응급 처치 및 심폐 소생술 (CPR) 교육을 받는 것이 좋다.
아이들은 질식으로 이어질 수 있는 작은 물건(압축된 풍선, 구슬, 작은 조각, 단추, 동전, 단추 배터리 등)을 쉽게 입에 넣다. 아기에게 복잡한 장애물은 공기가 빠진 풍선(방부제 포함)이나 비닐 봉지에 질식하는 것이다. 여기에는 더러운 기저귀를 포장하는 데 사용되는 기저귀 자루도 포함되며, 때때로 아기 근처에 위험하게 배치된다. 어린이가 물건을 삼키는 것을 방지하려면 위험한 물건이 손이 닿지 않는 환경에서 예방 조치를 취해야 한다. 어린 아이들은 주의 깊게 감독하고 물건을 입에 넣지 않도록 가르쳐야 한다. 장난감과 게임은 패키지에 안전한 연령을 표시할 수 있다. 미국에서는 어린이 장난감 및 제품 제조업체가 법에 따라 포장에 적절한 경고 라벨을 부착해야 하지만 재판매되는 장난감에는 경고 라벨이 없을 수 있다. 보호자는 장난감을 아이에게 주기 전에 장난감의 특징(크기, 모양, 일관성, 작은 부품 등)을 고려하여 질식을 예방할 수 있다. 질식 위험이 있는 것으로 판명된 아동용 제품은 시장에서 판매 중단될 수 있다.

## 증상 및 징후
- 말하거나 소리를 지르는 것이 어렵거나 불가능하다.
- 숨을 쉴 수 없거나 호흡 곤란. 헐떡거리거나 쌕쌕거리는 소리를 포함한 가쁜 호흡이 나타날 수 있다.
- 폭력적이고 대부분 비자발적인 기침, 꽥꽥거리는 소리 또는 구토 소리가 나타날 수 있다.
- 인후의 쥐어짜기(질식의 보편적인 징후). 목구멍에 손가락을 넣어 구토를 시도할 수도 있다.
- 호흡이 회복되지 않으면 산소 부족으로 얼굴이 파랗게 변한다( 청색증 ).
- 호흡이 회복되지 않으면 의식을 잃음.

## 질식의 시간
질식한 피해자가 뇌 손상 없이 생존하는 시간 은 다양할 수 있지만 일반적으로 다음과 같다.
- 피해자가 약 3분 동안 공기 없이 있을 때 뇌 손상이 발생할 수 있다(변동 가능).
- 6~10분 이내에 호흡이 회복되지 않으면 사망할 수 있다(피해자에 따라 다름). 그러나 의식이 없는 질식 환자의 경우 심폐소생술을 사용하여 생명을 연장할 수 있다(자세한 내용은 아래 참조).

## 치료
질식은 기도 관리 를 형성하는 다양한 절차로 치료된다. 일반적으로 이것은 기본적인 기도 관리 단계의 질식 방지 응급 처치 기술 과 고급 기도 관리 에 종사하는 의료 전문가가 사용할 수 있는 복잡한 방법으로 구성된다.

### 기본치료(응급처치)
질식의 기본 치료에는 기도에서 이물질을 제거하는 데 도움이 되는 몇 가지 비침습적 기술이 포함된다.

#### 일반 전략: "Five and Five"
의식이 있는 질식 피해자의 경우 대부분의 기관(미국 심장 협회 및 미국 적십자)은 동일한 일반 응급 처치 프로토콜을 권장한다. 복부 추력( 하임리히법 )을 적용하거나 복부에 압력을 가할 수 없는 희생자의 경우 흉부 추력을 적용하는 것이 효과적이다(자세한 내용은 아래 참조).
이러한 기술 중 어느 것도 효과적이지 않은 경우 프로토콜은 각각 5회씩("5회 및 5회") 연속적으로 백슬랩과 추격(피해자에 따라 복부 또는 가슴에)을 더 많이 교대로 권장한다. ).
복부에 압력을 가할 수 없는 희생자 외에도 다른 희생자들도 특정 절차(자세한 내용은 아래 참조), 주로 아기와 장애가 있는 사람들을 필요로 한다.
질식 상태가 해결되지 않으면 누군가가 긴급 의료 서비스 를 요청하고 그들이 도착할 때까지 응급 처치를 계속하는 것이 필수이다.

#### 기침
질식한 피해자가 의식이 있고 기침을 할 수 있는 경우 미국 적십자사와 메이요 클리닉 에서는 침착함을 유지하고 자유롭게 기침을 계속할 것을 권장한다. 기침 사이에 폐를 채우기 위해 코를 통해 공기를 빼는 것이 더 쉬울 수 있다.

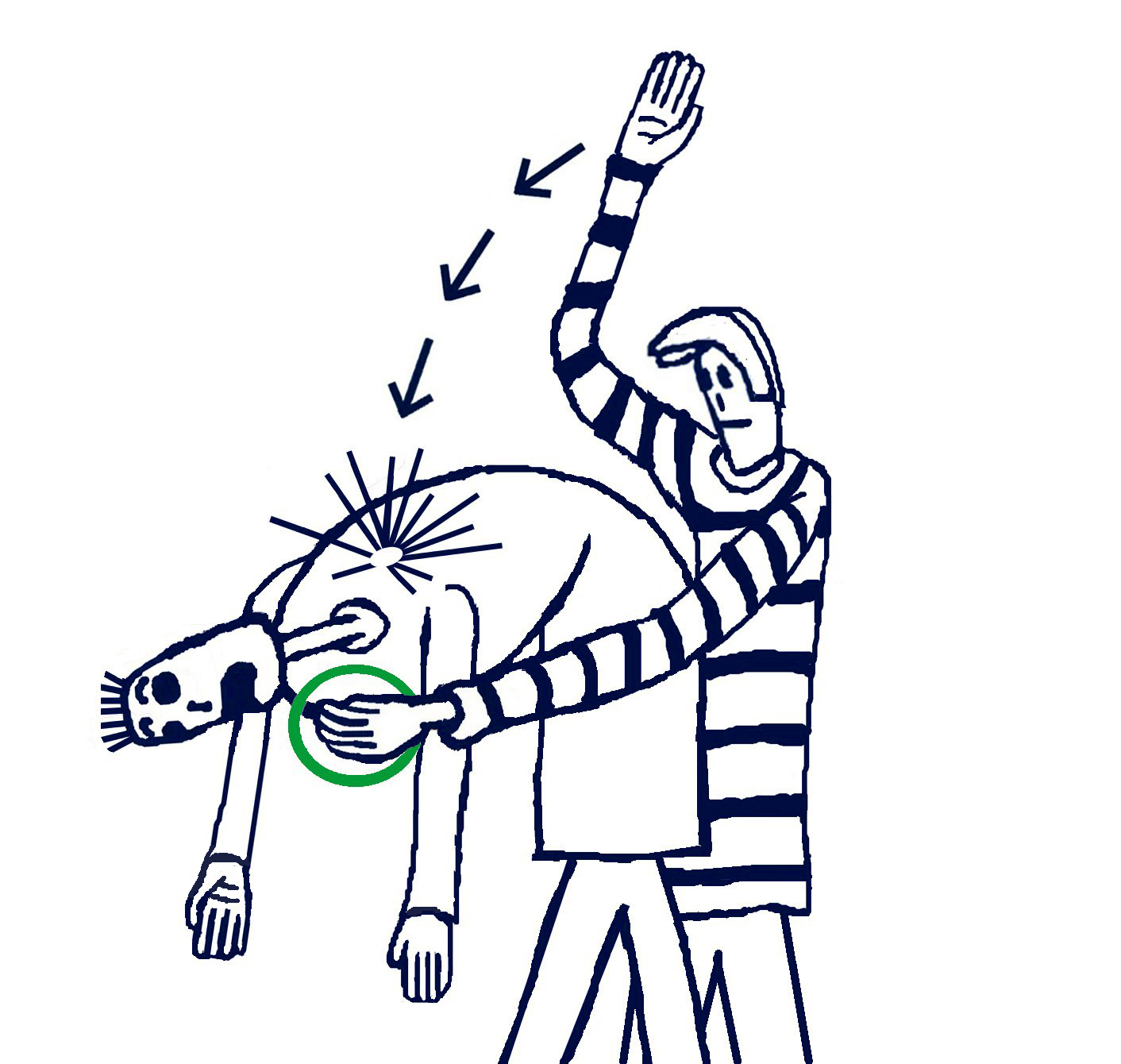
백슬랩 묘사. 구조자는 때리지 않는 손으로 피해자의 가슴(효과성 향상을 위해)을 지지하고, 피해자의 몸을 최대한 구부린다. 그런 다음 다른 손은 확고한 때림을 적용한다.

American Red Cross와 Mayo Clinic을 포함한 많은 협회에서는 질식한 피해자를 돕기 위해 등을 때리는 방법을 권장한다 이 기술은 질식하는 피해자를 최대한 앞으로 구부리는 것으로 시작한다. 심지어 머리를 가슴보다 낮게 위치시키려고 시도하여 대상이 목구멍 깊숙이 박히는 것을 방지한다(드물게 합병증이 발생할 수 있음). 굽힘은 뒤쪽에서 이루어지며 목은 과도하게 구부러지지 않아야 한다. 한 손으로 피해자의 가슴을 받쳐주는 것이 편리하다. 그런 다음 손의 발뒤꿈치로 피해자의 등 어깨뼈 사이를 세게 때림으로써 등 타격이 수행된다.

#### 복부 밀기(하임리히법)

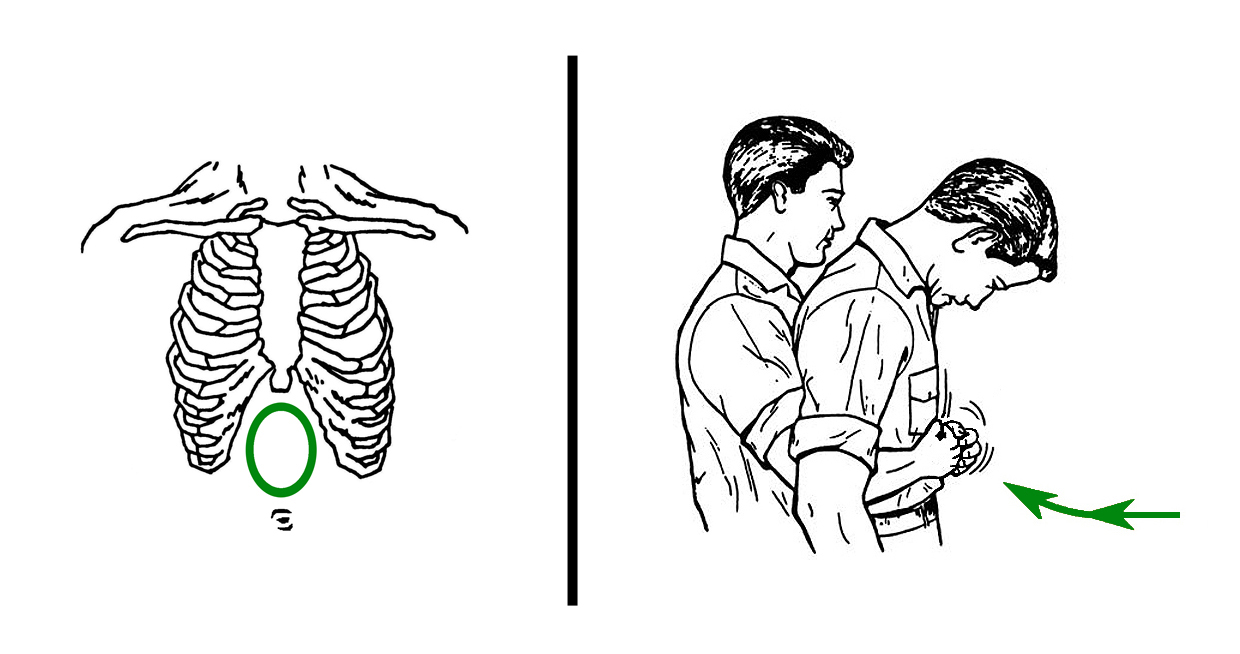
복부 밀기 질식 방지 기술: 피해자의 복부를 뒤에서 안고 가슴과 배꼽 사이에 있는 부위에 강한 압박을 가한다.

복부 밀기는 구조자가 질식 피해자의 배를 뒤에서 끌어안고 수행된다. 그런 다음 구조자는 자신의 지배적인 손을 닫고 다른 손으로 잡고 희생자의 가슴과 배꼽 사이에 있는 부위를 안쪽에서 위쪽 방향으로 세게 누른다. 이 방법은 기도를 막고 있는 물체를 밀어내기에 충분한 압력을 위쪽으로 생성하려고 시도한다. 강도는 갈비뼈가 부러지는 것을 방지하기 위해 갈비뼈에 직접 집중되지 않다. 첫 번째 추력으로 질식 문제가 해결되지 않으면 여러 번 반복할 수 있다.
복부 밀기의 사용은 부상을 입을 위험이 있기 때문에 1세 미만의 유아에게 권장되지 않으므로 아기를 위한 적응이 있지만(자세한 내용은 아래 참조), 아기의 적응에 너무 큰 어린이는 정상적인 복부 추력(신체 크기에 따라 다름). 게다가, 임신이나 과도한 크기와 같이 피해자의 복부가 그것을 받는 데 문제가 있을 때 복부 밀기를 사용해서는 안 된다. 이러한 경우에는 흉부 추력이 권장된다(자세한 내용은 아래 참조).

#### 흉부 추력

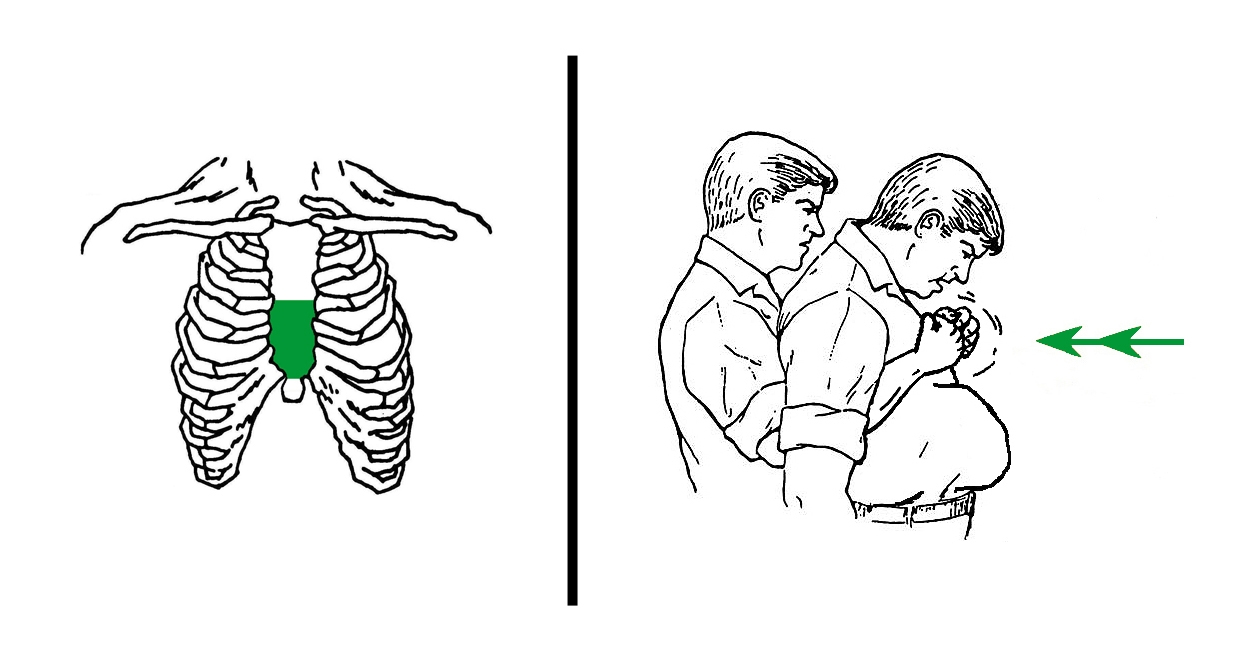
가슴 밀기 방지 질식 기술: 희생자가 복부에 밀기를 받을 수 없으면 가슴 밀기를 사용한다. 피해자의 가슴을 뒤에서 껴안은 다음 가슴 뼈의 아래쪽 절반에 강한 압박을 가하지만 끝 부분은 아니다. 손가락 관절을 너무 고통스럽게 밀지 마.

피해자에게 복부 밀기를 수행할 수 없는 경우(심각한 부상, 임신 또는 구조자에게 너무 큰 배 크기 등의 문제로 인해) 가슴 밀기가 대신 권장된다.
구조자가 질식 피해자의 가슴을 뒤에서 끌어안은 상태에서 흉부 추력이 수행된다. 그런 다음 구조자는 자신의 지배적인 손을 닫고 다른 손으로 잡는다. 이것은 여러 종류의 주먹을 생성할 수 있지만, 손가락 관절을 너무 아프게 침몰시키지 않고 희생자의 가슴에 놓을 수만 있다면 어떤 것이든 유효할 수 있다. 구조자는 양손으로 주먹을 쥐고 흉골( 흉골 )의 아래쪽 절반을 안쪽으로 세게 누른다. 압력은 깨지는 것을 피하기 위해 바로 끝점( 검상돌기라고 함)에 초점을 맞추지 않다. 피해자가 여성일 경우, 흉부 압박의 영역은 일반적으로 유방 높이보다 높을 것이다. 첫 번째 추력으로 질식 문제가 해결되지 않으면 여러 번 반복할 수 있다.

#### 질식 방지 장치
2015년부터 여러 질식 방지 장치가 개발되어 시장에 출시되었다. 전원 없이 기계적 진공 효과를 기반으로 한다. 대부분은 부착된 마스크를 사용하여 환자의 코와 입에서 진공 을 만든다. 질식 방지 장치의 현재 모델은 매우 유사하다. 직접 플런저 도구(LifeVac), 또한 입에 튜브를 삽입하여 혀를 제자리에 유지하는 진공 주사기(역방향 주사기)(Dechoker)이다. 둘 다 인증을 받았고 실제 사례에서도 효과가 있는 것으로 알려졌다. 환자의 얼굴에 직접 압력을 가하여 진공을 생성하는 Lifewand와 같은 다른 기계적 모델이 개발 중이다.

#### 무의식적 희생자
의식을 잃은 질식 피해자는 떨어지기 전에 부드럽게 잡아서 표면에 눕혀야 한다. 그 표면은 충분히 단단해야 한다(바닥에 무엇인가 층을 놓고 그 위에 희생자를 눕히는 것이 좋다). 응급 의료 서비스 가 아직 호출되지 않은 경우 반드시 연락해야 한다.

## 같이 보기
- 질식 구조 훈련 장치